# 裔步鸞
裔步鸞，江蘇省淮安府鹽城縣人，清朝政治人物、進士出身。
光緒六年（1880年），参加庚辰科殿試，登進士二甲第108名。同年五月，著分部學習。